# Шепелев, Лев Викторович
Лев Ви́кторович Шепелёв (31 января 1937 — 1 мая 2013) — советский и российский художник-график, действительный член (2007) и вице-президент Российской Академии художеств, ректор Московского государственного академического художественного института имени В. И. Сурикова (1988—2001). Народный художник Российской Федерации (1994).

## Основные работы

### Городские пейзажи
- «Вильнюс. Белое солнце» (1971)
- «Выборгская сторона» (1985)
- многие другие

### Гуаши
- «Суоми. Финляндия» (1977—1979)
- «Город, который выстоял» (1984—1985)
- «По Германии» (1984—1986)
- многие другие

### Серии станковых пейзажей
- «Сокольники» (1993—1998)
- «Подмосковье. Новый Иерусалим» (1994—1998)
- «Нижний Новгород. Скоба» (1995)
- «Санкт-Петербург. Новогодняя ночь» (1995)
- «Вильно. Белое солнце» (2000)
- «Улица в Никосии» (2000)
- «Сумерки» (2000)
- «У Преображенской заставы» (2000)
- многие другие

## Персональные выставки
- 2012 — «Осень, я опять лишен покоя...», выставочные залы Российской Академии Художеств, Москва[4].
- 2010 — «Лев Шепелёв. Графика», выставочные залы Архива Российской академии наук, Москва[5][6].

## Награды
- Народный художник Российской Федерации (21 июня 1994 года)[7] — за большие заслуги  в области  изобразительного  искусства
- орден Почёта (9 июня 2012 года)[8][9] — за большие заслуги в развитии отечественной культуры и искусства, многолетнюю плодотворную деятельность